# Октябрьське (Славський район)
Октябрьське (рос. Октябрьское) — селище Славського району, Калінінградської області Росії. Входить до складу Тимірязевського сільського поселення.
Населення — 15 осіб (2015 рік).

## Населення
| 2002 | 2010 |
| ---- | ---- |
| 429  | ↘15  |